# Elektriciteitscentrale Bełchatów
De Belchatow elektriciteitscentrale in Bełchatów, Polen is de grootste bruinkool-gestookte thermische centrale van Europa. De centrale produceert met 27-28 TWh jaarlijks meer dan 20% van de Poolse elektriciteit.
De ontwikkeling van de centrale volgde op de ontdekking van 127m-dikke bruinkoollagen in de buurt van het dorpje Piaski bij aardgasboringen in december 1960. Deze laag bevat naar schatting 2 miljard ton bruinkool. In 1975 werd besloten om een dagbouwmijn en elektriciteitscentrale te bouwen. De centrale werkt op volledige capaciteit sinds 12 oktober 1988. 
Sinds 1994 zijn er systematisch ontzwavelingsinstallaties op de stookeenheden geïnstalleerd. Toch werd deze energiecentrale in 2009 uitgeroepen tot grootste vervuiler van de Europese Unie.